# Lobo Blanco (cómic)
Lobo Blanco es un personaje que aparece en los cómics estadounidenses publicados por Marvel Comics. Creado por el escritor Christopher Priest y el artista Mark Texeira, el personaje apareció por primera vez en Black Panther vol. 3 #4 (febrero de 1999).Hunter es conocido bajo el nombre clave Lobo Blanco.Es el hermano adoptivo de los superhéroes T'Challa / Pantera Negra y Shuri.Es el líder de la policía secreta de Wakanda, Hatut Zeraze.El personaje es un antihéroe que ha sido un mercenario y un defensor de Wakanda en varios puntos de su historia.

## Historial de publicaciones
Hunter debutó en Black Panther # 3 (febrero de 1999), creado por Christopher Priest y Mark Texeira.Apareció en la serie Black Panther Legends de 2021,la serie Captain America: Sentinel of Liberty de 2022,y en el one-shot Captain America: Cold War Alpha de 2023.

## Biografía ficticia
Después de que sus padres murieran en un accidente aéreo en Wakanda, Hunter fue adoptado por el rey T'Chaka.Al ser un extranjero y blanco, Hunter fue visto con sospecha e incluso desprecio por los cautelosos wakandianos. Sin embargo, desarrolló un verdadero amor por Wakanda como uno de los patriotas más fieles de su país adoptivo.Hunter sabía que nunca ascendería al trono con T'Challa como el verdadero heredero y, sintiéndose engañado, desarrolló profundos celos por él. Se esforzó por ser el mejor wakandiano posible en un intento de eclipsar a su hermano adoptivo, convirtiéndose en el líder de Hatut Zeraze, la policía secreta de Wakanda.
Cuando el actual Pantera Negra disolvió a los Hatut Zeraze debido a su brutalidad, Lobo Blanco y sus leales subordinados abandonaron Wakanda para trabajar como mercenarios. Aunque resentido por esta situación, Lobo Blanco todavía albergaba un amor por su país adoptivo y acepta ayudar a Pantera Negra cuando sea necesario.
Hunter se disgustó porque T'Challa abdicó del trono de Wakanda para proteger Hell's Kitchen, Manhattan (el objetivo de T'Challa era probarse a sí mismo después de las recientes pérdidas y Matt Murdock necesitaba tiempo para sanar después de los eventos recientes). En represalia, mató a algunas personas para quitarle el manto de Pantera Negra a T'Challa. Cuando Pantera Negra derrotó a Lobo Blanco, le dijeron que Wakanda no tiene lugar para asesinos.
Durante la historia de "Empyre", Lobo Blanco y Hatut Zeraze aparecieron entre los wakandanos que lucharon contra los Cotati en Jartum.

## Poderes y Habilidades
Lobo Blanco es un experto en combate cuerpo a cuerpo. Su traje está hecho de malla de vibranium y posee una tecnología de camuflaje especial.Su traje detiene las balas en pleno vuelo, es inmune a los cortes y puede funcionar como un traje de negocios. Incorpora botas con habilidades de amortiguación de energía y una variedad de pistolas y otras armas.

## Recepción
Chase Magnett de ComicBook.com describió a Lobo Blanco como uno de los mejores villanos de Pantera Negra y expresó interés en ver al personaje en una película de Marvel.Peter Eckhardt de Comic Book Resources llamó a Lobo Blanco uno de los villanos más icónicos de Pantera Negra.Darby Harn de Screen Rant nombró a Lobo Blanco uno de los mejores personajes de Pantera Negra que faltan en el Universo cinematográfico de Marvel y lo describió como fascinante.

## En otros medios

### Televisión
- Hunter/Lobo Blanco aparece en Avengers: Black Panther's Quest, con la voz de Scott Porter.[21][22]Esta versión es un exalumno de N'Jadaka. A lo largo de sus apariciones, ayuda a Pantera Negra y Shuri a luchar contra el Consejo de la Sombra antes de ser asesinado por Tiger Shark.[23][24]

### Videojuegos
- Hunter/Lobo Blanco aparece como un personaje jugable en Lego Marvel Vengadores como parte del paquete de expansión Pantera Negra.[25]